# Wacław Łastowski (botanik)
Wacław Łastowski (ur. 27 września 1880 w Lelekańcach, zm. 1 czerwca 1954 w Poznaniu) – polski botanik, fenolog i znawca nauk rolnych, członek Rady Głównej Centralnego Towarzystwa Organizacji i Kółek Rolniczych od 1934 roku, prezes Wojewódzkiego Towarzystwa Organizacji i Kółek Rolniczych w Kielcach, członek Rady Okręgowej Obozu Zjednoczenia Narodowego Okręgu Wileńskiego w 1937 roku.

## Życiorys

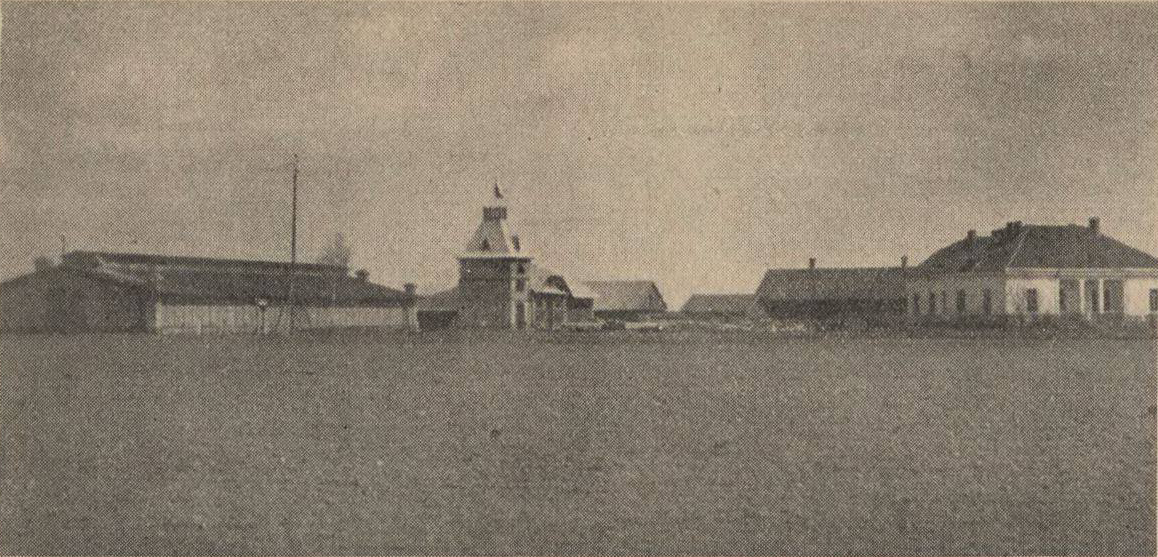
Stacja w Bieniakoniach w 1929

Ojciec pracował jako lekarz w okolicach Wilna. Gimnazjum ukończył w Wilnie, już w tych latach wykazując zainteresowanie florą i fauną okolicy. W szóstej klasie gimnazjum został korespondentem fenologicznym profesora Kajgorodowa z Petersburga. Maturę zdał w 1901 roku. W 1905 roku ukończył Wydział Rolniczy Instytutu Puławskiego i otrzymał tytuł agronoma I stopnia. Pracował następnie u starszego brata we wsi Kozarowszczyzna, pogłębiając wiedzę w zakresie uprawy roli i hodowli roślin. Rozwijał wtedy badania fenologiczne i ekologiczne, jak również zgłębiał wiedzę z zakresu agrometeorologii. Wstąpił do Wileńskiego Towarzystwa Rolniczego, gdzie działał bardzo prężnie, m.in. w latach 1906–1909 organizując stacje meteorologiczne, prowadząc doświadczenia polowe i rozpoczynając prace selekcyjne. W 1910 roku z jego inicjatywy powstało Wileńskie Towarzystwo Doświadczeń Rolniczych, które założyło stację doświadczalną w Bieniakoniach. Łastowski kierował nią przez 35 lat. Wyhodował m.in. przystosowane do naturalnych warunków Wileńszczyzny żyto bieniakońskie, owies tybetański (odporny na rdzę zbożową), owies 'Longinus' (ceniony ze względu na długą słomę), ziemniaka 'Almaria' i wczesną odmianę łubinu 'Murzynek'. W 1924 roku powołany został na członka Komisji Fizjograficznej Polskiej Akademii Umiejętności. W 1929 roku powołano go na Katedrę Szczegółowej Uprawy Roli i Roślin Uniwersytetu Stefana Batorego. Był pierwszym dziekanem Wydziału Rolniczego tej uczelni (do 1939 roku).
W czasie okupacji organizował tajne nauczanie w zakresie studiów rolniczych. W 1945 roku opuścił Bieniakonie i przeniósł się do Poznania, na Katedrę Szczegółowej Uprawy Roli Wydziału Rolniczo-Leśnego Uniwersytetu Poznańskiego. Pozostawił po sobie około 60 prac naukowych i kilkaset artykułów w prasie fachowej.

## Ordery i odznaczenia
- Krzyż Oficerski Orderu Odrodzenia Polski (30 kwietnia 1925)[5]

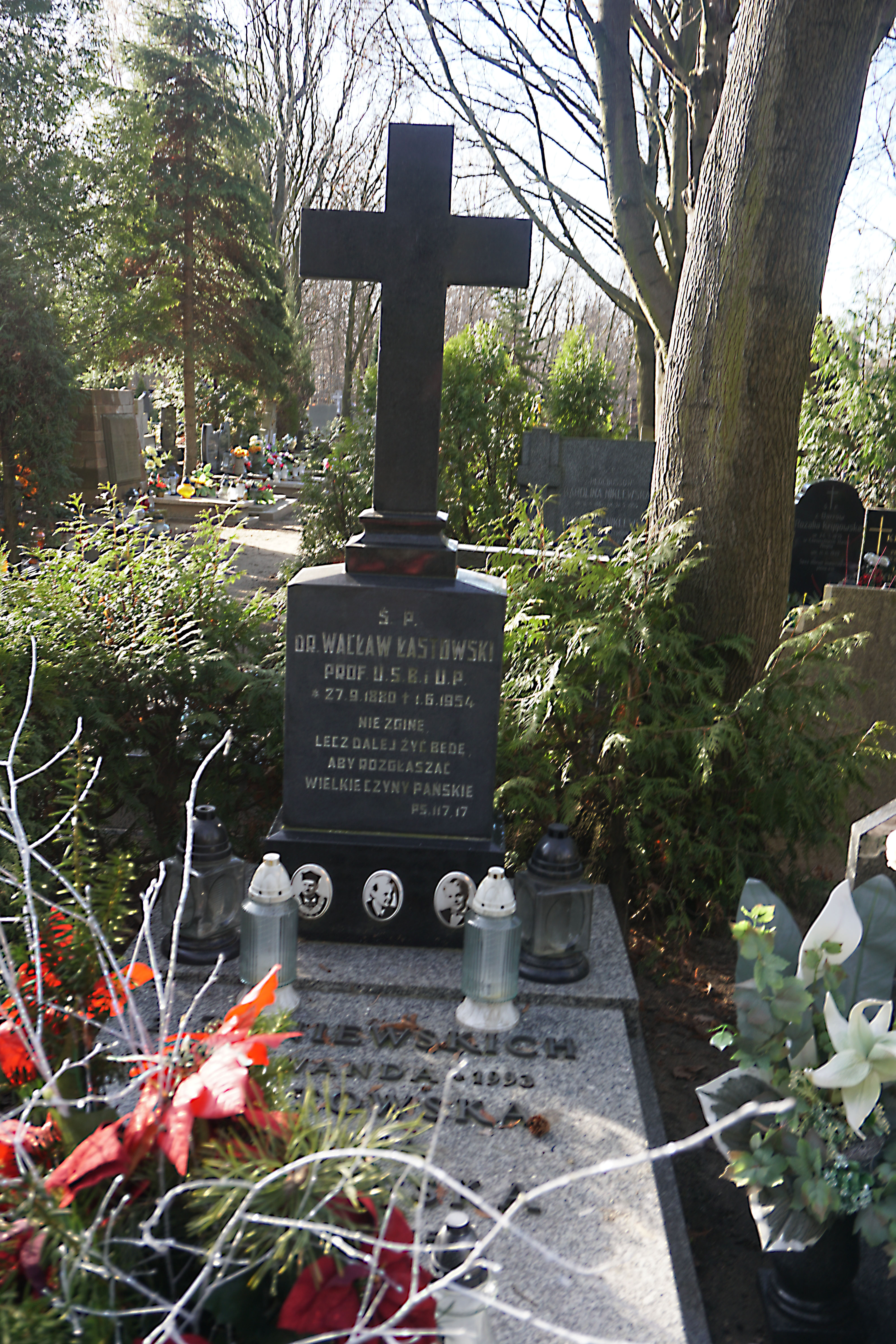
grób prof. Wacława Łastowskiego na Cmentarzu parafialnym św. Jana Vianneya w Poznaniu (kw. św. Barbary-21-9)